# Leyssard
Leyssard est une commune française du département de l'Ain. Elle se situe à 30 kilomètres de Bourg-en-Bresse et 18 kilomètres de Nantua.
Ses habitants sont souvent appelés les Leyssardins.

## Géographie

### Localisation
Leyssard se situe au centre-est du département de l'Ain dans le Haut Bugey, dans le massif du Jura. Le territoire communal, délimité par les communes de Sonthonnax-la-Montagne, Nurieux-Volognat, Peyriat, Ceignes, Challes-la-Montagne, Serrières-sur-Ain et Bolozon, s'étire du nord au sud dans les plis des Monts Berthiand sur 9,61 km2. La commune comprend six agglomérations : Leyssard, Balvay, Chapiat, Écuvillon, Mens et Solomiat, auxquelles il faut ajouter la partie nord du Moulin de Cramans, située sur la rive droite du ruisseau du même nom qui sert de limite avec Challes.
| Bolozon                                      | Sonthonnax-la-Montagne                | Sortie: La Croix Châlon (A404) (Nantua par D18) Nurieux-Volognat |
| Serrières-sur-Ain (Bourg-en-Bresse par D979) | Leyssard                              | Peyriat                                                          |
|                                              | Challes-la-Montagne (Poncin par D85b) | Ceignes (Cerdon par D11g)                                        |

### Climat
Pour des articles plus généraux, voir Climat d'Auvergne-Rhône-Alpes et Climat de l'Ain.
En 2010, le climat de la commune est de type climat de montagne, selon une étude du CNRS s'appuyant sur une série de données couvrant la période 1971-2000. En 2020, Météo-France publie une typologie des climats de la France métropolitaine dans laquelle la commune est dans une zone de transition entre le climat semi-continental et le climat de montagne et est dans la région climatique Jura, caractérisée par une forte pluviométrie en toutes saisons (1 000 à 1 500 mm/an), des hivers rigoureux et un ensoleillement médiocre.
Pour la période 1971-2000, la température annuelle moyenne est de 9,3 °C, avec une amplitude thermique annuelle de 16,9 °C. Le cumul annuel moyen de précipitations est de 1 543 mm, avec 11,7 jours de précipitations en janvier et 8,7 jours en juillet. Pour la période 1991-2020, la température moyenne annuelle observée sur la station météorologique de Météo-France la plus proche, « Vieu », sur la commune de Vieu-d'Izenave à 9 km à vol d'oiseau, est de 9,4 °C et le cumul annuel moyen de précipitations est de 1 610,3 mm,. Pour l'avenir, les paramètres climatiques de la commune estimés pour 2050 selon différents scénarios d'émission de gaz à effet de serre sont consultables sur un site dédié publié par Météo-France en novembre 2022.

### Hydrographie
Le seul cours d'eau de la commune est un gros ruisseau appelé « Ruisseau de Leyssard » ou parfois « Le Bief ». Il prend sa source au nord-est et traverse le village, jusqu'à la cascade « du Petit Gland » au sud-ouest. Il ira se jeter dans l'Ain en traversant la commune de Serrières. Son débit est assez irrégulier, le cours d'eau est même souvent à sec en été. Cet assèchement a été provoqué par le percement du tunnel de Mornay en 1873, car il a perturbé l'alimentation de sa source.

## Urbanisme

### Typologie
Au 1er janvier 2024, Leyssard est catégorisée commune rurale à habitat très dispersé, selon la nouvelle grille communale de densité à 7 niveaux définie par l'Insee en 2022.
Elle est située hors unité urbaine. Par ailleurs la commune fait partie de l'aire d'attraction d'Oyonnax, dont elle est une commune de la couronne,. Cette aire, qui regroupe 40 communes, est catégorisée dans les aires de 50 000 à moins de 200 000 habitants,.

### Morphologie urbaine
La commune s'étend du nord au sud sur une longueur de 7 kilomètres, pour 2 kilomètres de large, elle représente donc un rectangle dont les limites à l'est sont marquées par la crête du Mont Berthiand, avec les communes de Ceignes, Peyriat, Nurieux-Volognat et Sonthonnax-la-Montagne. Au nord, on retrouve Bolozon, Serrières-sur-Ain à l'est et Challes-la-Montagne au sud.

### Logement
Le nombre total de logements dans la commune est de 85. Parmi ces logements, 69,4 % sont des résidences principales, 29,4 % sont des résidences secondaires et 1,2 % sont des logements vacants. Ces logements sont pour une part de 98,3 % des maisons individuelles, aucun appartement et enfin seulement 1,7 % sont des logements d'un autre type. La part d'habitants propriétaires de leur logement est de 79,7 %. Ce qui est supérieur à la moyenne nationale qui se monte à près de 55,3 %. En conséquence, la part de locataires est de 11,9 % sur l'ensemble des logements qui est inversement inférieur à la moyenne nationale qui est de 39,8 %. On peut noter également que 8,5 % des habitants de la commune sont des personnes logées gratuitement alors qu'au niveau de l'ensemble de la France le pourcentage est de 4,9 %. Toujours sur l'ensemble des logements de la commune, 3,4 % sont des studios, 13,6 % sont des logements de deux pièces, 11,9 % en ont trois, 39 % des logements disposent de quatre pièces, et 32,2 % des logements ont cinq pièces ou plus.

### Voies de communication et transports
Le village se trouve à environ 12 km de l'entrée "La Croix Châlon" de l'autoroute A 404. Celle-ci rejoint l'autoroute A 40 en 6 km.
La route départementale 979 (l'ancienne RN 79) reliant Mâcon et Bourg-en-Bresse à Genève traverse la commune mais aucun des villages la composant. La route passant par le col de Bertiand empêche la circulation des poids lourds sur cet axe, le passage du col leur étant interdit.
Plusieurs petites routes sillonnent le territoire communal pour permettre l'accès aux différents hameaux. La route départementale 85b le long de laquelle la commune est implantée permet de rejoindre Poncin.

## Histoire
Au Moyen Âge, Leyssard dépendait de la baronnie de Poncin. Passant successivement sous la dépendance des comtes de Bourgogne et des sirs de Thoire, Leyssard passe sous domination savoyarde en 1402 et ceci jusqu'en 1601, date de rattachement des Pays de l'Ain à la France, par le traité de Lyon.
Avant la Révolution, le village relève de l'élection de Belley, subdélégation de Nantua et mandement de Poncin.
En 1790, le village de Solomiat est intégré à la commune. La même année, lors de la création du département de l'Ain, Leyssard et ses presque 900 habitants devient chef-lieu de canton jusqu'en 1800.
Le 28 octobre 1828, quatre de ses hameaux, Serrières, Sonthonnax le Vignoble, Merpuis et Malaval sont détachés de la commune pour former celle de Serrières-sur-Ain.

## Politique et administration

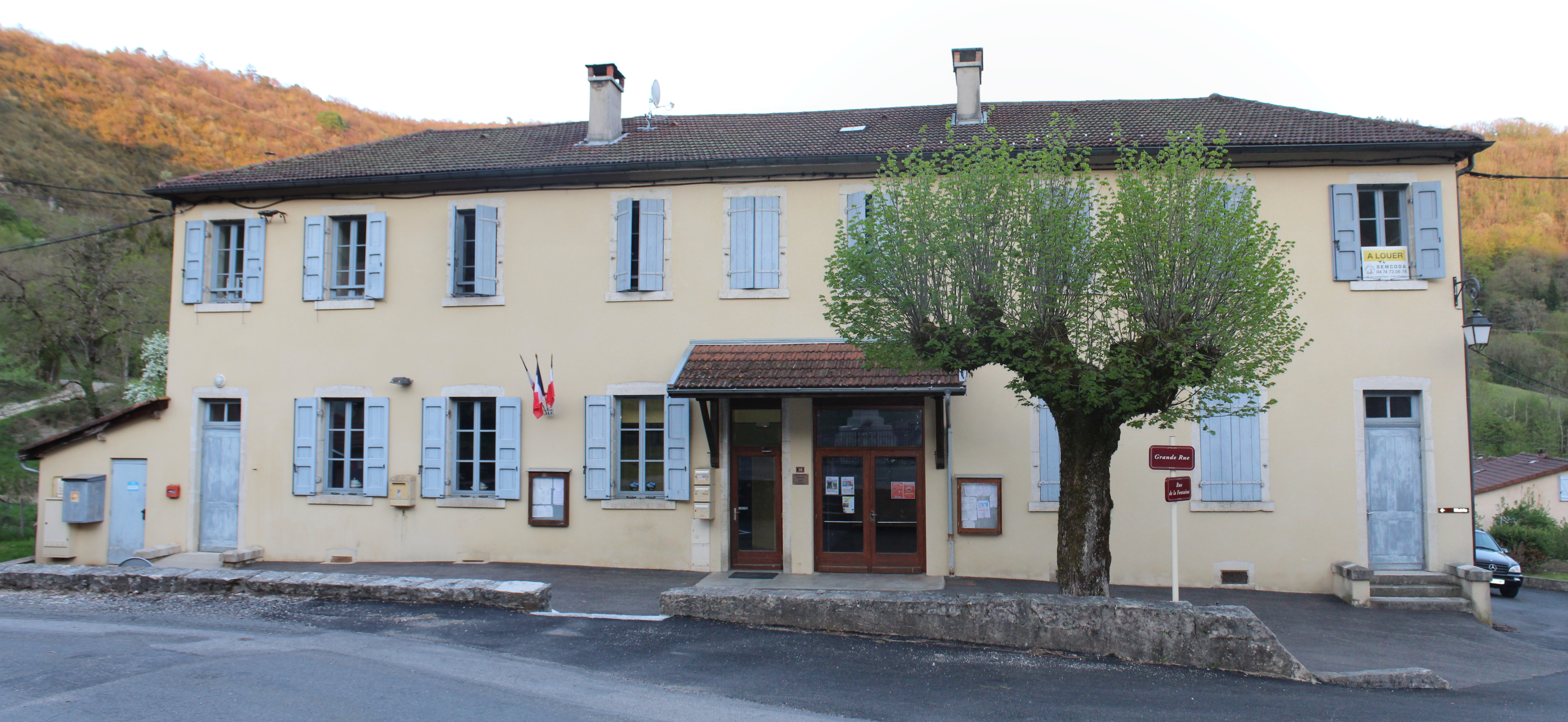
Mairie.

### Liste des maires
Liste de l'ensemble des maires qui se sont succédé à la mairie de la commune :
| Période                                  | Période  | Identité         | Étiquette | Qualité |
| ---------------------------------------- | -------- | ---------------- | --------- | ------- |
| avant 1988                               | 2008     | Roger Bely       |           |         |
| mars 2008                                | En cours | Michel Mourlevat | DVG       | Cadre   |
| Les données manquantes sont à compléter. |          |                  |           |         |

### Jumelages
La commune n'a pas développé d'association de jumelage.

## Population et société

### Démographie
L'évolution du nombre d'habitants est connue à travers les recensements de la population effectués dans la commune depuis 1793. Pour les communes de moins de 10 000 habitants, une enquête de recensement portant sur toute la population est réalisée tous les cinq ans, les populations de référence des années intermédiaires étant quant à elles estimées par interpolation ou extrapolation. Pour la commune, le premier recensement exhaustif entrant dans le cadre du nouveau dispositif a été réalisé en 2005.
En 2022, la commune comptait 163 habitants, en évolution de +6,54 % par rapport à 2016 (Ain : +5,15 %, France hors Mayotte : +2,11 %).
| 1793 | 1800 | 1806 | 1821  | 1831 | 1836 | 1841 | 1846 | 1851 |
| ---- | ---- | ---- | ----- | ---- | ---- | ---- | ---- | ---- |
| 971  | 850  | 883  | 1 030 | 565  | 584  | 646  | 679  | 673  |

| 1856 | 1861 | 1866 | 1872 | 1876 | 1881 | 1886 | 1891 | 1896 |
| ---- | ---- | ---- | ---- | ---- | ---- | ---- | ---- | ---- |
| 611  | 573  | 523  | 475  | 449  | 454  | 441  | 422  | 416  |

| 1901 | 1906 | 1911 | 1921 | 1926 | 1931 | 1936 | 1946 | 1954 |
| ---- | ---- | ---- | ---- | ---- | ---- | ---- | ---- | ---- |
| 406  | 347  | 333  | 298  | 262  | 252  | 202  | 174  | 176  |

| 1962 | 1968 | 1975 | 1982 | 1990 | 1999 | 2005 | 2006 | 2010 |
| ---- | ---- | ---- | ---- | ---- | ---- | ---- | ---- | ---- |
| 141  | 120  | 82   | 95   | 113  | 143  | 161  | 163  | 153  |

| 2015 | 2020 | 2022 | - | - | - | - | - | - |
| ---- | ---- | ---- | - | - | - | - | - | - |
| 154  | 161  | 163  | - | - | - | - | - | - |

### Enseignement
L'école fut construite en 1982 dans le même bâtiment que la mairie. Elle abritait deux salles de classe, mais le manque d'enfants dans la commune a nécessité la fermeture de celle-ci dès 1962. Les salles de classe ont été réaménagées en salles de réunion.
Le collège le plus proche de Leyssard est le collège Roger-Vaillant de Poncin. Leyssard est inclus dans le secteur de ce collège. Le département de l'Ain met à disposition un transport scolaire gratuit le matin et le soir qui passe par plusieurs arrêts dans les différents hameaux de la commune. Il n'en est pas de même jusqu'au lycée : depuis les hameaux, il faut se rendre à Poncin pour prendre le car scolaire. Le lycée d'affectation des élèves sortant du collège est le lycée de la Plaine-de-l'Ain à Ambérieu-en-Bugey.

### Manifestations culturelles et festivités
Des associations sont présentes dans la commune : l’AREL (Association pour la restauration des églises de Leyssard), le comité d'animation rurale de Leyssard, la société de chasse ainsi que les Solstices de Canaa.
La fête patronale a lieu le 15 août.

### Santé
Il n'y a ni pharmacie, ni médecin, ni hôpital à Leyssard.
Des médecins sont présents dans les communes de Poncin ou d'Izernore, à quelques dizaines de kilomètres, on peut également trouver une pharmacie à Izernore.
Leyssard se situe dans le secteur du centre hospitalier du Haut-Bugey à Oyonnax, à plus de 20 kilomètres. Ce bâtiment ouvert en 2007 a permis le regroupement des hôpitaux d'Oyonnax et de Nantua qui dataient de l'avant-guerre, mais également une mise aux normes de leurs infrastructures.

### Médias
Le journal Le Progrès propose une édition locale aux communes du Haut-Bugey. Il parait du lundi au dimanche et traite des faits divers, des évènements sportifs et culturels au niveau local, national, et international. La chaîne France 3 Rhône Alpes Auvergne est disponible dans la région.

## Économie
Autrefois essentiellement agricole le village et ses hameaux, un microclimat favorable dans la combe a permis l'implantation de vignes. Aujourd'hui, il ne reste que le vignoble de Balvay.
Victimes de la désertification rurale, le village a vu à partir des années 1980 l'installation de nouveaux habitants travaillant sur les bassins d'emploi de Nantua-Oyonnax, Bourg-en-Bresse et Poncin et de résidents secondaires.
Il ne reste en 2004 à Leyssard qu'un artisan électricien et six exploitations agricoles pratiquant également l'élevage bovin.
En 1999 le taux de chômage était de 9,5 % et de 5,5 % en 2005, soit une baisse de 5 points, alors que la baisse constatée sur l'ensemble de la France n'est que de 3,2 points, le taux passant 12,9 % à 9,6 % étant supérieur à celui de la commune. 51,7 % de la population est considérées comme active et plus du quart sont des jeunes scolarisés.

### Revenus de la population et fiscalité
Selon l'enquête de l'INSEE en 1999, les revenus moyens par ménage sont de l'ordre de 15 246 euros par an, alors que la moyenne nationale est de 15 027 euros par an. Par contre, aucun foyer n'est soumis à l'impôt de solidarité sur la fortune.

### Emploi
En 1999, la population de Leyssard se répartissait à 51,7 % d'actifs, ce qui est supérieur au 45,2 % d'actifs de la moyenne nationale, 14 % de retraités, un chiffre inférieur au 18,2 % national. On dénombrait également 27,3 % de jeunes scolarisés et 7 % d'autres personnes sans activité.
Le taux d'activité  de la population des 20 à 59 ans de Leyssard était de 94 %, avec un taux de chômage de 9,5 %, donc bien inférieur à la moyenne nationale de 12,9 % de chômeurs. En 2005, il n'était plus que de 5,5 % contre 9,6 % en France.
Répartition des emplois par domaine d'activité
|                             | Agriculteurs | Artisans, commerçants, chefs d'entreprise | Cadres, professions intellectuelles | Professions intermédiaires | Employés | Ouvriers |
| --------------------------- | ------------ | ----------------------------------------- | ----------------------------------- | -------------------------- | -------- | -------- |
| Leyssard                    | 20 %         | 0 %                                       | 0 %                                 | 45 %                       | 5 %      | 30 %     |
| Moyenne nationale           | 2,4 %        | 6,4 %                                     | 12,1 %                              | 22,1 %                     | 29,9 %   | 27,1 %   |
| Sources des données : INSEE |              |                                           |                                     |                            |          |          |

La plupart des habitants sont des professions intermédiaires (45 %) puis de la classe ouvrière (environ 30 %) et enfin 20 % d'agriculteurs.

### Commerce
Les épiceries ou autres commerces sont tous situés dans les villages voisins.

## Culture et patrimoine

### Lieux et monuments

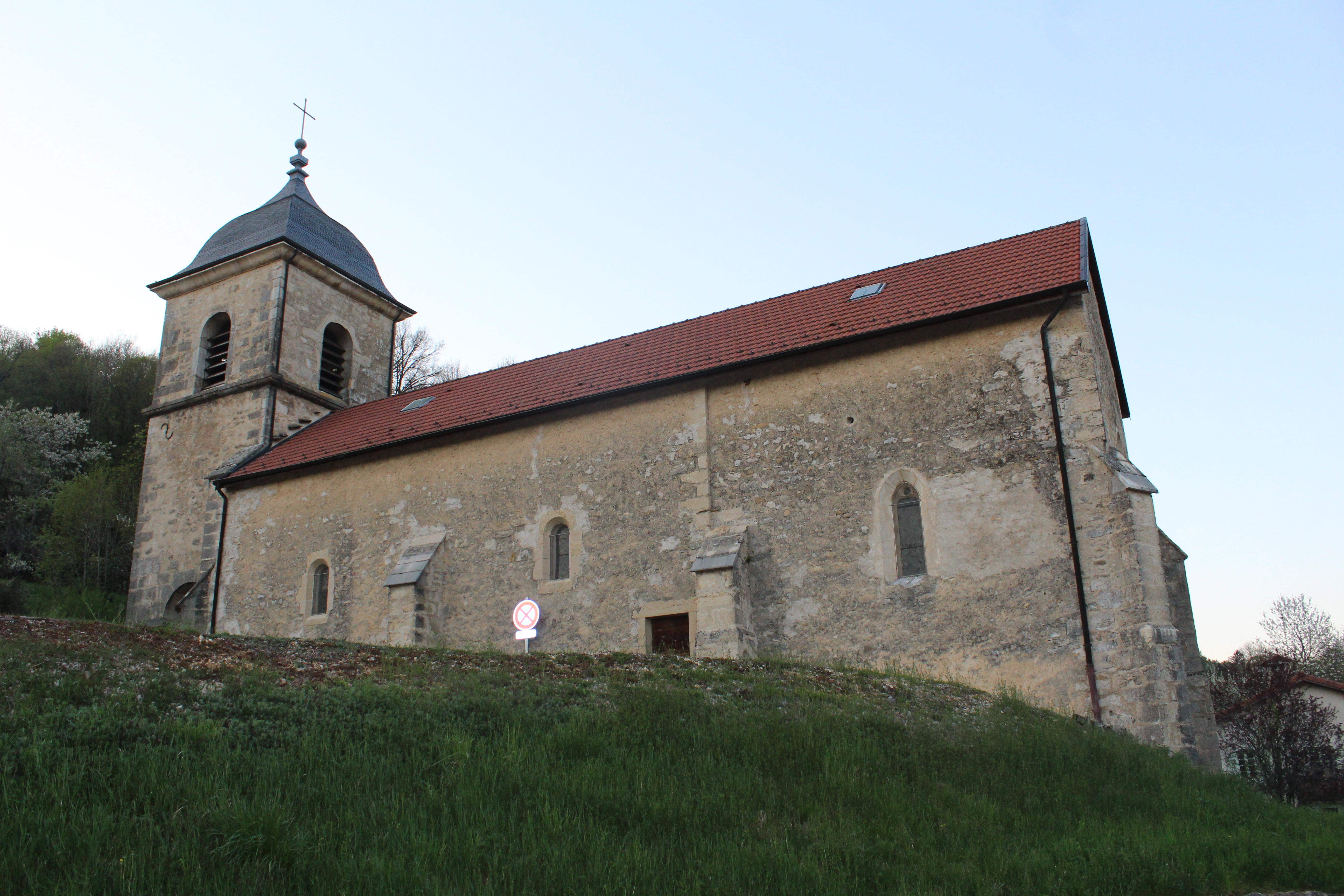
Église.

- Église.Les ruines du château de Balvay sont encore visibles aujourd'hui[27]. Elles se situent à 622 mètres d'altitude sur un promontoire[28] dans les monts Berthiand. Ce site sert de piste d'envol pour les parapentes.
- L'église Notre-Dame-de-l'Assomption de Leyssard, rurale, date de la fin XVe-début XVIe siècle[24]. Elle est placée sous le vocable de Notre-Dame de l'Assomption. Elle a été construite à la place d'un édifice antérieur[29]. Un parchemin daté de 1224 indique qu'elle dépendait de l'abbaye de Nantua.
- La chapelle Sainte-Madeleine de Solomiat.

### Patrimoine naturel
- Point de vue sur les gorges de l'Ain et le Revermont, depuis le site de Balvay.

### Personnalités liées à la commune
Jean-Louis Mathieu est né à Nantua le 21 janvier 1738. Il arrive à Leyssard le 15 novembre 1768. Il est bachelier de Sorbonne et devient curé de la paroisse.